# Villamar (kommun)
Villamar är en kommun i Mexiko.   Den ligger i delstaten Michoacán de Ocampo, i den centrala delen av landet, 400 km väster om huvudstaden Mexico City.
Följande samhällen finns i Villamar:
- Villamar
- Cerrito Colorado
- La Presa Nueva
- El Zapotito
- La Palmita